# Station Türkismühle
Station Türkismühle is een spoorwegstation in de Duitse plaats Nohfelden. Het station werd in 1860 geopend.